# John Menzies Low
Sir John Menzies Low CBE CEng (* 1953) ist ein britischer Politiker und ein unabhängiges Mitglied des House of Lords Appointments Commission.

## Leben
Low ist der Chief Executive der Charities Aid Foundation (CAF) und Vorsitzender des Association of Chief Executives of Voluntary Organisations (ACEVO).
Er wurde 2008 von Königin Elisabeth II. im Rahmen der Queen's Birthday Honours für seine gemeinnützige Arbeit als Commander des Order of the British Empire ausgezeichnet. Am 16. November 2017 adelte sie ihn als Knight Bachelor.